# Rein Jan Hoekstra
Rein Jan Hoekstra (Dokkum, 25 november 1941 – Leiden, 11 januari 2025) was een Nederlands jurist. Hij was lid van de Nederlandse Raad van State. Hoekstra kwam van oorsprong uit de Anti-Revolutionaire Partij en was lid van het CDA.

## Levensloop
Na het behalen van het diploma gymnasium-A te Stadskanaal, studeerde Hoekstra rechtsgeleerdheid aan de Rijksuniversiteit Groningen (doctoraal examen in 1965). Tot 1970 was hij advocaat en procureur te Rotterdam. Van 1970 tot 1975 was hij medewerker bij de Stafafdeling Grondwetszaken van het Ministerie van Binnenlandse Zaken (adjunct-secretaris commissie-Cals-Donner).
In 1975 trad hij in dienst van het ministerie van Algemene Zaken als raadadviseur in het Kabinet van de Minister-President. In 1986 werd hij benoemd tot secretaris-generaal van dit ministerie. Van 1991 tot 1994 was hij tevens coördinator van inlichtingen- en veiligheidsdiensten. In 1994 werd hij lid van de Raad van State, wat hij tot zijn 70ste bleef.
Hij bekleedde tal van bestuursfuncties. Hij was onder andere kantonrechter-plaatsvervanger in Den Haag, voorzitter van het Bestuur van het Wetenschappelijk Instituut van het CDA, en voorzitter van het bestuur van de Vereniging van Verzelfstandigde Rijksmusea. Hij was lid van de Commissie Feitenonderzoek Veiligheid en beveiliging Pim Fortuyn, ook wel de commissie-Van den Haak genoemd, die de beveiliging van Pim Fortuyn onderzocht.
Hoekstra was een van de adviseurs die Prinses Máxima kennis liet maken met het staatsrecht in Nederland.

### Nationale Conventie
Vanaf 2 februari 2006 was Hoekstra voorzitter van de Nationale Conventie, ingesteld door de ministerraad van 22 december 2005. Samen met veertien andere wetenschappers en deskundigen boog Hoekstra zich in deze commissie over de inrichting van het nationaal politieke stelsel, ook wel bekend als de bestuurlijke vernieuwing. Doel was een bijdrage te leveren aan het herstellen van het vertrouwen van de burger in de politiek. Door sceptici werd de Conventie echter gezien als het speeltje van D66 in de coalitie en toen deze partij voortijdig vertrok, was niemand nog in Hoekstra's eindrapport geïnteresseerd. Met de aanbevelingen is dan ook niets gedaan.

### Informateur en verkenner
Op 15 april 2003 werd Hoekstra door Koningin Beatrix benoemd tot informateur, samen met Frits Korthals Altes. Hun opdracht was de mogelijkheden te onderzoeken van een meerderheidskabinet bestaande uit CDA, VVD en één of meer andere partijen.
Op 25 november 2006 werd Hoekstra door Koningin Beatrix benoemd tot  'verkenner'  voor de vorming van een kabinet als eerste informateur tijdens de kabinetsformatie 2006-2007. Zijn opdracht luidde: "Op korte termijn onderzoeken welke mogelijkheden op basis van de verkiezingsuitslag aanwezig zijn voor de vorming van een kabinet dat mag rekenen op een vruchtbare samenwerking met de Staten-Generaal."

### Commissie Hoekstra inzake IGZ
In opdracht van minister Ab Klink bracht in mei 2010 een commissie onder leiding van Rein Jan Hoekstra rapport uit inzake het functioneren van de IGZ in de affaire Jansen Steur. De titel van het rapport is "Angel en Antenne". De Commissie steunde de eerdere conclusies van de commissie Lemstra.

### Commissie Hoekstra inzake Vestia
Op 14 januari 2013 concludeerde de commissie dat het ministerie van Binnenlandse Zaken en de Raad van Toezicht eerder hadden kunnen en moeten ingrijpen bij woningcorporatie Vestia. De belangrijkste conclusies op een rij:
- Gebrek aan interne administratie, risico’s
- Op financieel toezicht onvoldoende taakuitoefening door Raad van Toezicht
- Onvoldoende risicosignalering door accountant
- Onvoldoende risicobeheersing in de preventieve sfeer door Waarborgfonds Sociale Woningbouw
- Onvoldoende probleemsignalering door CFV (Centraal Fonds Volkshuisvesting)

De commissie pleit nu voor meer controles bij woningcorporaties. Ook zou er een aparte organisatie moeten komen die ingrijpt bij corporaties als het misgaat.

### Rapport Hoekstra inzake tuchtrecht advocatuur
Na een interim-rapport in juni 2012, verscheen op 22 januari 2013 het eindrapport van Hoekstra inzake toezicht op advocaten. Hij deed dit op verzoek van de Nederlandse Orde van Advocaten. In het rapport pleit hij voor onafhankelijke toezichthouders.

### Rapport Hoekstra & Frijns inzake de nationalisatie van SNS
Op 23 januari 2014 werd hun rapport aangeboden. Zowel het ministerie van Financiën als De Nederlandsche Bank heeft in de jaren voorafgaand aan de nationalisatie van SNS Reaal gefaald volgens de Evaluatiecommissie Nationalisatie SNS Reaal.

### Commissie Hoekstra inzake Bart van U.
Over het falend justitiële opsporingsapparaat na de moord op minister van staat Els Borst in februari 2014 verscheen in 2015 het rapport van de commissie Hoekstra De zaak Bart van U. Acht jaar na het verschijnen van dit rapport verklaarde Hoekstra, dat er vrijwel niets is veranderd in de aanpak van verwarde, gevaarlijke personen.

## Privéleven
Hoekstra was gehuwd en woonde in Den Haag. Hij overleed op 11 januari 2025 op 83-jarige leeftijd.
- Gemeinsame Normdatei: 172140269
- International Standard Name Identifier: 0000 0000 2377 7999
- Library of Congress Control Number: n84090945
- Nederlandse Thesaurus van Auteursnamen: 073511919
- Parlement.com: vg09llymhqyq
- Virtual International Authority File: 75252504
- WorldCat: E39PBJqFPMJh3vRKGY37jtRqcP